# Набэсима Наосигэ
Набэсима Наосигэ (яп. 鍋島直茂, 12 апреля 1537 — 24 июля 1619) — японский самурай и даймё периодов Сэнгоку и Эдо. Правитель княжества Сага в провинции Хидзэн (с 1587 года). Второй сын Набэсимы Киёфусы.

## Ранняя жизнь
Представитель известного самурайского рода Набэсима на острове Кюсю. Первоначально носил имя Нобумаса.
Набэсима Наосигэ был вассалом дома Рюдзодзи. Участвовал на стороне своего господина Рюдзодзи Таканобу в войне против рода Отомо. В 1570 году Наосигэ прибыл на помощь Таканобу, осажденному в замке Сага 60-тысячной армией клана Отомо. Имея под своим началом только пять тысяч воинов, он совершил ночное нападение на вражеский лагерь и нанес противнику поражение. В 1575 году Набэсима Наосигэ осадил и взял замок Суко в провинции Хидзэн, вынудив его коменданта Хираи Цунэбару покончить жизнь самоубийством.

## Даймё
В 1584 году даймё Хидзэна Рюдзодзи Таканобу потерпел поражение от кланов Симадзу и Арима в битве при Окита-Наватэ, где был убит. Наосигэ помогал Таканобу во время сражения, но не смог предотвратить его разгром. Таканобу наследовал сын Масаиэ, который стал новым даймё провинции Хидзэн. В 1590 году Масаиэ отказался от власти в пользу своего малолетнего сына Такафусы. Однако фактическим правителем княжества стал Набэсима Наосигэ, усыновивший Такафусу.
В 1587 году Набэсима Наосигэ помогал Тоётоми Хидэёси в его вторжении на остров Кюсю и получил во владение домен Сага-хан. Он участвовал в корейской войне, во время которой подружился с Като Киёмасой. Во время первой корейской кампании он командовал 12-тысячным отрядом. После своего возвращения на родину Набэсима Наосигэ также сдружился с Токугавой Иэясу.
В 1600 году Набэсима Наосигэ выступил на стороне Токугава Иэясу в его борьбе за власть с Исидой Мицунари. Наосигэ отправил своего старшего сына Кацусигэ на помощь Токугава Иэясу. Однако Кацусигэ был склонен поддержать Исиду Мицунари, и отец поспешил его отозвать. После победы Токугава Иэясу владения Набэсима Наосигэ были увеличены, принося доход до 357 000 коку риса.
В июле 1619 года 82-летний Набэсима Наосигэ скончался и был похоронен в храме Кодэн-дзи в городе Сага. Почитается как божество в храмах Суэяма-дзиндзя в Арите и Мацубара-дзиндзя в Саге.